# Friuli Grave Rosato frizzante
Il Friuli Grave Rosato frizzante è un vino DOC la cui produzione è consentita nelle province di Pordenone e Udine.

## Caratteristiche organolettiche
- colore: rosato.
- odore: fine.
- sapore: asciutto, armonico, vivace nel tipo specifico.

## Produzione
Provincia, stagione, volume in ettolitri
- nessun dato disponibile